# Jazz Bilzen
Le Jazz Bilzen est un festival annuel en plein air de jazz et de pop organisé sur plusieurs jours entre 1965 et 1981 dans la ville de Bilzen, en Belgique. Jazz Bilzen est le premier festival sur le continent à réunir jazz et pop ; c'est pour cette raison qu'il est parfois appelé la « mère de tous les festivals » (il s'agit de festivals organisés sur le continent européen),,.

## Histoire
Comme le National Jazz and Blues Festival en 1961 au Royaume-Uni, le Jazz Bilzen commence en 1965 en tant que festival de jazz pur. Mais rapidement, le blues, le skiffle, le beat, le folk et la soul sont ajoutés, et finalement même le punk rock, le reggae et la new wave,. Humo, un hebdomadaire belge populaire, en était le principal sponsor à ses débuts. Après quelques années, ils se retirent ne souhaitant plus soutenir les problèmes liés au personnel de sécurité. L'organisation du festival trouve alors de nouveaux sponsors, comme Coca-Cola, Ford et des journaux régionaux.
Le dernier Jazz Bilzen a lieu en 1981. Torhout-Werchter, devenu plus tard Rock Werchter, devient le festival de rock le plus important de Belgique. En 1998, une nouvelle édition unique du festival Jazz Bilzen est organisée,.